# Ninotchka
Ninotchka és una pel·lícula estatunidenca dirigida per Ernst Lubitsch i estrenada l'any 1939.	

## Argument
Ninotchka, una severa comissària russa, és enviada per Moscou a supervisar la missió especial a París de tres camarades que han de vendre les joies d'una duquessa, confiscades després de la revolució.

## Comentaris
Un guió farcit de brillants diàlegs escrits per Charles Brackett, Billy Wilder i Walter Reisch. Va ser la primera comèdia interpretada per Greta Garbo; fet que va permetre anunciar el film amb el cèlebre eslògan «La Garbo riu!». S'ha assenyalat que Ninotchka és una sàtira anticomunista resolta en clau de comèdia elegant, amb apunts propis de la farsa, tot i que en realitat es tracta d'un informal i a estones cínic al·legat a favor de la bona vida i dels seus plaers, en contra de les normes ètiques derivades de qualsevol ideologia rígida. La presentació del comunisme soviètic és massa grollera i la vida tova dels grans hotels parisencs ve marcada per l'estil de l'opereta vienesa, tan pròpia del Lubitsch primerenc.
El que sí que és important del film és el seu «esperit», l'elegància i la saviesa amb què Lubitsch, en el zenit de la seva carrera americana dins del sonor, compon cadascuna de les escenes, integrant-les en una estructura preparada per aconseguir efectes deliciosament corruptors.

## Repartiment
- Greta Garbo: Nina Ivanovna Yakushova, també anomenada Ninotchka
- Melvyn Douglas: Comte Léon d'Algout
- Ina Claire: Gran duquessa Swana
- Sig Ruman: Iranoff
- Felix Bressart: Buljanoff
- Alexander Granach: Kopalski
- Bela Lugosi: Comissari Razinin
- Tamara Shayne: Anna
- Rolfe Sedan: Responsable de l'hotel
- Gregory Gaye: Rakonin
- Edwin Maxwell: Mercier
- Richard Carle: Gaston

## Premis i Nominacions

### Nominacions[2]
- Oscar a la millor pel·lícula (Sidney Franklin)
- Oscar al millor guió (Melchior Lengyel, Charles Brackett, Walter Reisch, Billy Wilder)
- Oscar a la millor actriu (Greta Garbo)